# 伊巴拉峰
伊巴拉峰（英語：Ibarra Peak），是南極洲的山峰，位於維多利亞地的斯科特海岸，處於米切爾冰川和利斯特冰川之間，在1992年由美國南極名稱諮詢委員命名，現時由南極條約體系管理。